# Seznam verskih vsebin
Seznam verskih vsebin skuša naštevati članke, povezani z vero, verstvi in mitologijo.

## A
Adam in Eva -
Adam in Eva (apokrifna izročila) -
agnosticizem - 
Ahura Mazda -
Alah -
Albanska pravoslavna cerkev -
Aleksandrijska pravoslavna cerkev -
Ameriška pravoslavna cerkev -
Amiši - 
Anastazij I. -
anbon -
angel -
Angra Manij -
animizem -
Antiohijska pravoslavna cerkev -
antiteizem - 
antiklerikalizem - 
arhidiakon -
apokalipsa -
arijanstvo - 
avtokefalnost -
apostol -
Armenska apostolska cerkev -
Armenska pravoslavna cerkev -
arminijanci -
aspergil -
ateizem -
atribut -

## B
Bahá'í -
Banik -
bazilika -
Bazilika Sacré-Coeur -
beatifikacija -
Belibog -
Benedikt I. -
Benedikt II. -
Benedikt III. -
Benedikt IV. -
Benedikt V. -
Benedikt VI. -
Benedikt VII. -
Benedikt VIII. -
Benedikt IX. -
Benedikt X. -
Benedikt XI. -
Benedikt XII. -
Benedikt XIII. -
Benedikt XIV. -
Benedikt XV. -
Benedikt XVI. -
benediktinci -
bhakti - 
biblična papeška komisija -
biblija -
biret - 
birma -
Bolgarska pravoslavna cerkev -
bog -
boginja -
bogoslovje -
božanstvo -
božič -
brahmanizem -
brezboštvo -
Brezje -
Brižinski spomeniki -
budizem -
Rudolf Bultmann -

## C
Carigrajska pravoslavna cerkev -
celibat -
Celovški rokopis -
cerkev -
cerkvena poroka -
cezaropapizem -
ciborij -
cingulum -
Ciprska pravoslavna cerkev -
Cislobog -
Credo -
cvetna nedelja -

## Č
Češko-slovaška pravoslavna cerkev -
Črnibog -
Črnogorska pravoslavna cerkev -
Črtomir -

## D
Dajbog -
dalajlama -
dalmatika -
Dalmatin, Jurij -
Davidova zvezda -
deizem - 
dekan - 
dekanija -
demon - 
denominacija - 
Devica Marija -
diakon -
diakonsko posvečenje -
Dies irae -
dogma -
Domovoj -
drugi vatikanski koncil -
druid -
državna vera -
duh -
duhovnik -
duhovniško posvečenje -
duša -
Dvorovoj -
džainizem -
džamija -
džihad -

## E
Ečmiadzin -
Eden -
efeški koncil -
egipčanska mitologija -
ekumenizem -
eksorcizem -
eksorcist -
elevzinski misteriji -  
Mircea Eliade - 
etiopska tevahedska pravoslavna cerkev -
evangeličanska cerkev -
evangeličanstvo -
evangelij -
evangelist -
evharistija -
evtanazija - 
ezoterika -

## F
faraon -
faravahar -
fascinans et tremendum - 
fideizem - 
filozofija religije -
Anthony Flew - 
frater -
fravašij -
James Frazer - 
freska -

## G
Geneza -
gnosticizem -
Gregor I. -
Gregor II. -
Gregor III. -
Gregor IV. -
Gregor V. -
Gregor VI. -
Gregor VII. -
Gregor VIII. -
Gregor IX. -
Gregor X. -
Gregor XI. -
Gregor XII. -
Gregor XIII. -
Gregor XIV. -
Gregor XV. -
Gregor XVI. -
Gregor Razsvetljevalec -
gregorijanska cerkev -
gregorijanski koral -
greh -
Grška pravoslavna cerkev -
grška mitologija -
Gruzijska pravoslavna cerkev -

## H
hačkar -
Had -
hadž -
halkedonski koncil -
hare krišna -
Hera -
heretik -
Hermes -
hermetizem - 
hidžra -
hierozgodovina - 
hinduizem -
Horos -
hostija -
hudič -

## I
idolatrija -  
ikona -
iniciacija - 
inkvizicija - 
islam -
Ivana Orleanska -
izobčenje -
izpoved vere -
izvirni greh

## J
jaga baba -
Jahve - 
Jehova - 
Jehove priče - 
Janez Pavel I. -
Janez Pavel II. -
Jaro -
Jav -
Jeruzalemska pravoslavna cerkev -
jezuiti -
Jezus Kristus -
Jobova knjiga - 
joga - 
judovstvo -
Jupiter -

## K
kaba -
Kabala - 
kajfež -
kali juga - 
kalvinizem - 
kanonik -
kanonizacija -
kapitelj - 
kardinal -
karma - 
kartuzija -
katedrala -
katehet -
kateheza -
katehumen -
katekizem -
katolikos -
katolištvo -
kelih -
kerubin -
klerik - 
klerikalizem - 
klerofašizem -
knezoškof -
knjiga psalmov -
Koledo -
koncil -
konfirmacija -
konfucianizem -
Kongregacija za nauk vere -
konklave -
Koptska cerkev -
Kor -
Koral -
Koran -
Korošec, Anton -
korporal -
Koščej -
kripta -
Kristus - 
Krišna -
krivoverec -
križ -
križarji -
križarska vojna -
križev pot -
kropilo -
krst -
krščanska filozofija - 
krščanski križ -
krščanstvo -
kult - 
Kumranski rokopisi -
kvietizem -

## L
Lada -
laik -
Lavantinska škofija -
legat -
limb -
liturgija -
lovilec sanj -

## M
magija -
Mahavira -  
mahdi - 
Maitreja -
Makedonska pravoslavna cerkev -
manihejstvo - 
mariborska škofija -
Marija -
Marijini prazniki -
Marijino razglašenje -
Marijino vnebovzetje -
maša -
mašnik -
mašniško posvečenje -
mazdaizem - 
Međugorje -
menih -
Menoniti -
Merkur -
Maštoc, Mesrop -
metodizem - 
metropolit -
mileniarizem - 
minaret -
misijonarstvo - 
misijonar -
misijon -
mistika - 
mitologija -
mitra (škofovska kapa) -
Mitra (bog) -
mitraizem -
mitrej -
mnogoboštvo -
Mohamed -
moceta -
molitev -
monoteizem -
monštranca -
Mormoni -
mošeja -
mučenik -
mufti -

## N
nadangel - 
nadškofija -
nadškofija Ljubljana -
nadškofija Maribor -
nadškofija Salzburg -
nadškofija Gradec -
nadškofija Trst -
nadškofija Gorica -
nadžupnija -
nadžupnija Slovenske Konjice -
naravna teologija -
naturalizem -
Nav -
nebesa -
Neptun -
nicejska veroizpoved -
nimfa -
nimfej -
nirvana -
Njia -
nordijska mitologija -
Nova zaveza -
novo versko gibanje -
nuna -

## O
obhajilo -
obred -
Očenaš -
Odin -
okazionalizem - 
okultizem -
Opus Dei -
oratorij -
Ordo Templi Orientis -
ortodoksno judovstvo -
L'Osservatore Romano -
Otoki blaženih -
Rudolf Otto -

## P
palij -
panteizem - 
panteon -
papeške države -
papež -
Pascalova stava -
pasion -
patena -
pater -
patriarh -
patristika - 
pektorale -
pekel -
peklenšček -
pelagijanstvo - 
Perun -
pet stebrov islama -
Pleterje -
Pluton -
pluvijal -
politeizem -
Poljska pravoslavna cerkev -
pontifikat -
post -
posvečenje -
Prav -
pravoslavje -
predpekel -
predestinacija - 
prelat - 
prerok -
preroki islama -
prezbiterij -
procesija - 
protestantizem -
protipapež -
prvi vatikanski koncil -
psalm -
puritanizem -

## R
Radagast -
Radio Vatikan -
raj -
rastafarijanstvo -
razpelo -
reformacija - 
rekvijem -
religija -
religiologija - 
religiozno izkustvo -
Rigveda -
rimski škof -
Rimskokatoliška cerkev -
ritual - 
RKC -
Rodoslovna neskladja v Svetem pismu (Geneza) -
romanje -
Romunska pravoslavna cerkev -
rusalka -
Ruska pravoslavna cerkev -

## S
salah -
samostan -
samsara -
satanizem -
Saturn -
saum -
scientologija -
sekta - 
sekularizacija - 
serafin - 
seznam cerkva v Sloveniji -
seznam papežev -
seznam protipapežev -
seznam religij -
seznam verskih skupin -
Share International -
sikhovstvo -
Simargl -
simbol - 
sionizem - 
sirena -
Slomšek, Anton Martin
slovanska mitologija -
sociologija religije - 
sodni dan -
spiritizem -
spoved -
Srbska pravoslavna cerkev -
Stara zaveza -
Rodney Stark - 
stigma - 
sufizem - 
Svarga -
Svarog -
svečenik -
sveta dežela -
sv. Peter -
sveti sedež -
sveti spis -
svetišče - 
svetnik -
sveto pismo -
Svetovid -
stara cerkvena slovanščina -
Stiški rokopis -
stolp tišine -
Stribog -
Sveta Trojica - 
sveto -

## Š
šabetejstvo - 
šahada -
šaljivo verstvo -
šamanizem -
šintoizem -
Šiva - 
šizma -
škof -
škofija -
škofija Koper
škofija Novo Mesto -
škofija Celje -
škofija Murska Sobota -
škofovsko posvečenje -
Škrmuc -
štola -
španska inkvizicija -
Štefan I. -
Štefan II. -
Štefan III. -
Štefan IV. -
Štefan V. -
Štefan VI. -
Štefan VII. -
Štefan VIII. -
Štefan IX. -
Štefan X. -

## T
tabernakelj -
talar -
talmud -
tantra - 
taoizem -
tempelj -
templjarji -
Teodor I. -
Teodor II. -
teofanija - 
teokracija -
teolog -
teologija -
teozofija -
totem -
Triglav -
Ernst Troeltsch -
Trubar, Primož -
tržaški škofje -

## U
Uniatska cerkev -
Uran -
Uran, Alojzij -
Urbi et Orbi -
uršulinke -

## V
Valhala -
Vatikan -
Vede -
Veles -
Veleseva knjiga -
Veliki teden -
velika bavarska škofija -
Velika noč -
velika shizma -
Venera -
vera -
verouk -
verska ortodoksija - 
verska pripadnost -
verska pripoved -
verska resnica -
verska zgradba -
verski eklekticizem - 
verski fundamentalizem -
verski konzervatizem -   
verstvo -
Vesna -
vice -
Višnu - 
vladika -
Volos -
vstajenje -
vzhodna filozofija -
vzhodna pravoslavna cerkev -

## Z
zakat -
zakon (poroka) -
zakrament -
zakristija -
zen budizem - 
Zevs -
Zohar - 
Zlatorog -
zlatorogi jelen -
zoroastrstvo -
zvonik -

## Ž
Žička kartuzija -
Živa -
žrec -